# D’Urville Island (Antarktyka)
D’Urville Island – wyspa na Morzu Weddella na wschód od północno-wschodniego krańca Półwyspu Antarktycznego. 

## Geografia
Wyspa leży na Morzu Weddella na wschód od północno-wschodniego krańca Półwyspu Antarktycznego (przylądka Trinity Peninsula) i na północ od Joinville Island, od której oddzielona jest przez Larsen Channel. Wyspa ma ok. 27 km długości. 

## Historia

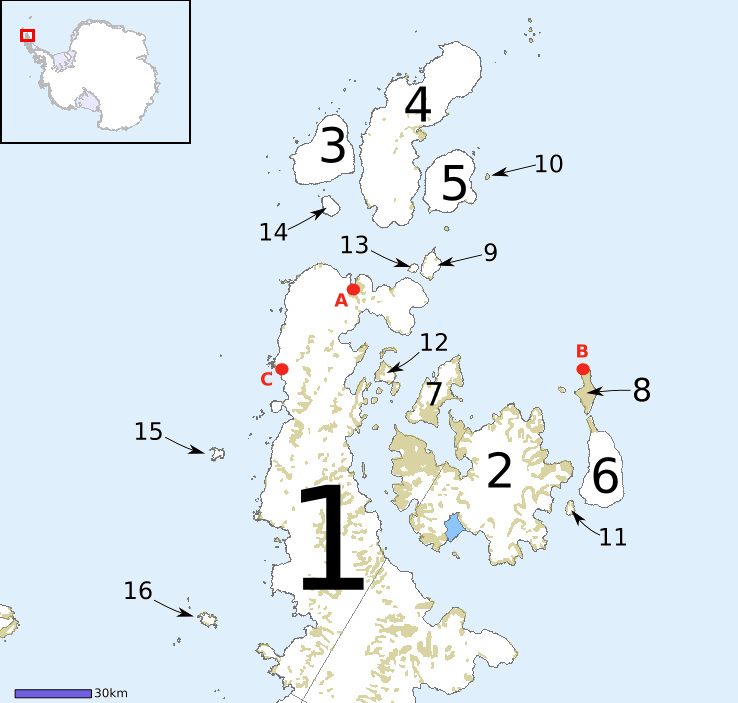
1 – Półwysep Antarktyczny; 2 – Wyspa Jamesa Rossa; 3 – D’Urville Island, 4 – Joinville Island; 5 – Dundee Island; 6 – Snow Hill Island; 7 Vega Island; 8 – Seymour Island; 9 – Andersson Island; 10 – Paulet Island; 11 – Lockyer Island; 12 – Eagle Island; 13 – Jonassen Island; 14 – Bransfield Island; 15 – Astrolabe Island; 16 – Tower Island; A – stacja w Zatoce Nadziei, B – stacja Marambio, C – stacja General Bernardo O’Higgins

Zachodnie wybrzeża wyspy zostały z grubsza naniesione na mapę przez oficera Royal Navy Edwarda Bransfielda (1785–1852) w lutym 1820 roku. Następnie wyspa została pobieżnie zmapowana przez francuskiego badacza Jules’a Dumont d’Urville’a (1790–1842) 27 lutego 1838 roku, który uważał ją za część Joinville Island. D’Urvill nazwał nowy ląd Terre Joinville. Dopiero odkrycie Larsen Channel przez Otto Nordenskjölda (1869–1928) w 1902 roku podczas Szwedzkiej Wyprawy Antarktycznej (1901–1904) dostarczyło dowodu na to, że Terre Joinville to dwie osobne wyspy. Nordenskjöld nazwał wyspę Île d’Urville (d’Urville-Insel, d’Urville Ön) na cześć kapitana d’Urville’a. 
W latach 1946–1954 wyspa została zbadana przez Falkland Islands Dependencies Survey (FIDS), a w latach 1956-57 Falkland Islands and Dependencies Aerial Survey Expedition (FIDASE) wykonało jej zdjęcia z powietrza.